# Sagra (gmina)
Sagra – gmina w Hiszpanii, w prowincji Alicante, we wspólnocie autonomicznej Walencja, o powierzchni 5,62 km². W 2011 roku liczyła 446 mieszkańców.